# فرانك جاكسون (لاعب كرة قدم أمريكية)
فرانك جاكسون (بالإنجليزية: Frank Jackson)‏ هو لاعب كرة قدم أمريكية أمريكي، ولد في 14 أبريل 1939 في ليفيلاند في الولايات المتحدة.

## وصلات خارجية
- فرانك جاكسون على موقع مرجع كرة القدم المحترفة.كوم (الإنجليزية)